# Bahamas
Bahamas (/bəˈhɑːməz/ ⓘ) hay tên chính thức Thịnh vượng chung Bahamas (phiên âm Tiếng Việt: Ba-ha-mát), hay Quần đảo Bahamas là một quốc gia nói tiếng Anh tại Vùng Caribe. Là một quần đảo với 700 hòn đảo, cồn và đảo nhỏ, Bahamas nằm trong Đại Tây Dương, ở phía đông Hoa Kỳ (điểm gần nhất là tiểu bang Florida), phía bắc Cuba và vùng Caribe, phía tây lãnh thổ phụ thuộc Anh Quần đảo Turks và Caicos.

## Lịch sử

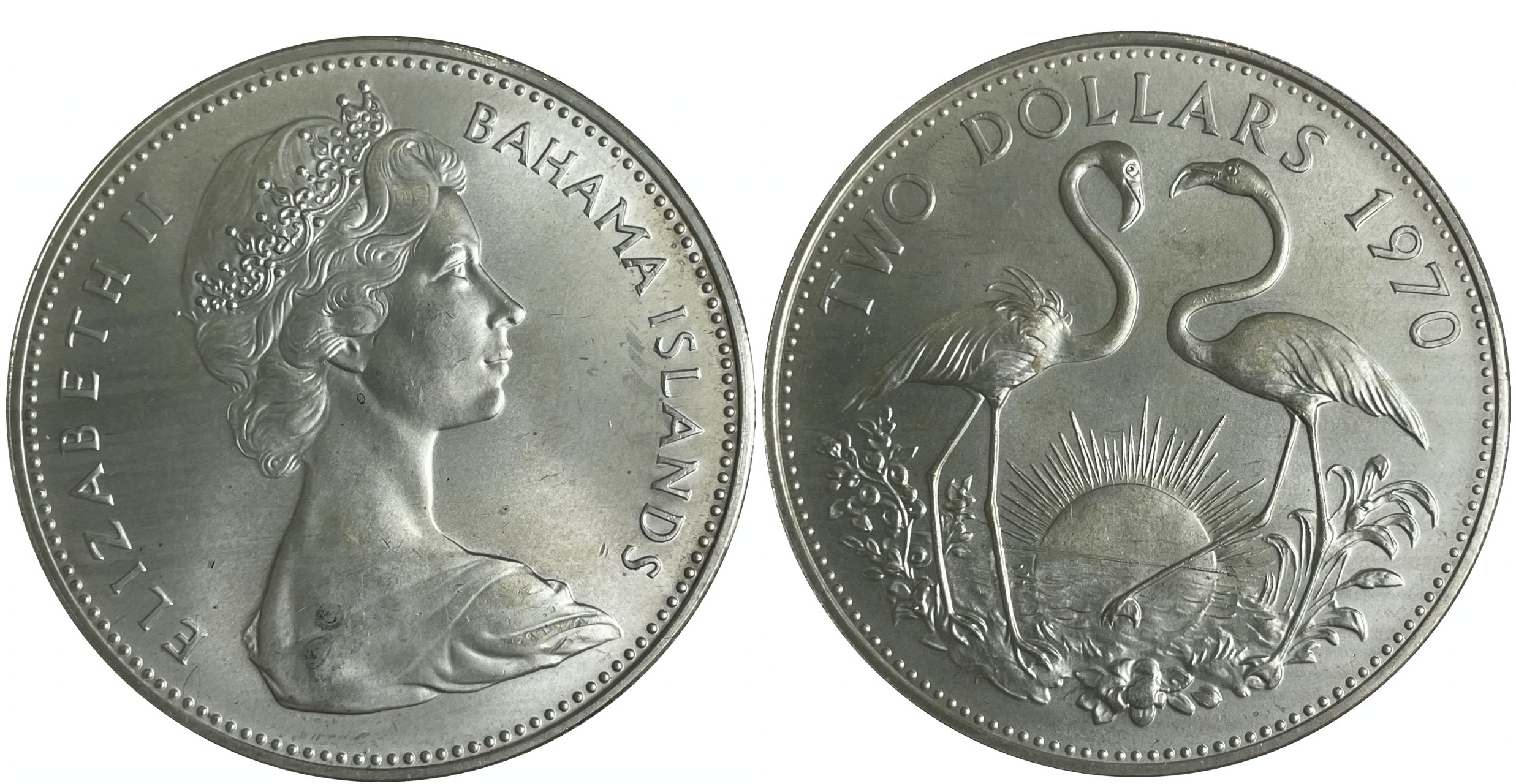
Xu bạc kỷ niệm 2 dollar Bahamas, đúc 1970, với mặt trước là chân dung Nữ hoàng Elizabeth II của Anh

Dù người Paleo-Indians có thể đã sinh sống ở vùng này từ trước đó, người thổ dân da đỏ Taino và Arawak từ Hispaniola và Cuba đã vào tới miền nam Bahamas từ khoảng thế kỷ thứ VII Công Nguyên và trở thành người Lucayans. Ước tính vào khoảng thời giam Colombo tới đây, có khoảng 40.000 người Lucayans.
Christopher Columbus lần đầu đặt chân lên Thế giới mới tại hòn đảo San Salvador, cũng được gọi là Đảo Watling, ở phần phía nam Bahamas. Tại đây, Columbus đã tiếp xúc với người Lucayans và trao đổi hàng hóa với họ. 
Người Lucayans Bahamas được mang tới Hispaniola làm nô lệ, và trong hai thập kỷ, nhiều xã hội Lucayan đã chấm dứt tồn tại, bởi dân số không còn nhiều sau khi bị bắt làm nô lệ, chiến tranh, dịch bệnh, di cư và hôn nhân với bên ngoài.
Sau khi dân số Lucayan gần tuyệt diệt, các hòn đảo Bahamas đã bị chiếm đóng cho tới khi những người định cư Anh Quốc tới đây từ Bermuda năm 1650. Cái gọi là Những cuộc thám hiểm Eleutheria đã thiết lập nên các khu định cư trên đảo Eleuthera.
Bahamas đã trở thành một thuộc địa của Anh Quốc năm 1718. Khoảng 8.000 người trung thành với hoàng gia và các nô lệ của họ đã tới Bahamas vào cuối những năm 1700 từ New York, Florida và Carolina.
Người Anh biến hòn đảo thành một chính phủ tự trị đối với các vấn đề đối nội từ năm 1964. Năm 1973, Bahamas được hoàn toàn độc lập với tư cách là một thành viên của Khối thịnh vượng chung Anh. Từ những năm 1950, nền kinh tế Bahamas đã khởi sắc dựa trên hai lĩnh vực du lịch và dịch vụ tài chính. Dù vậy, đất nước này vẫn phải đối mặt với một số thách thức trong vùng như giáo dục, chăm sóc sức khoẻ, cơ sở hạ tầng và bạo lực do nạn nhập cư bất hợp pháp. Dự án đổi mới đô thị đã được tung ra trong những năm gần đây để giúp cải thiện bộ mặt các đô thị vốn đã bị suy thoái nhiều trên các hòn đảo chính. Ngày nay, đất nước này có mức thu nhập trên đầu người đứng thứ ba ở Tây bán cầu.
Một số người cho rằng cái tên 'Bahamas' xuất phát từ từ Tây Ban Nha để chỉ vùng "biển nông", baja mar. Những người khác cho rằng nó xuất phát từ từ tiếng Lucayan để gọi Đảo lớn Bahama, ba-ha-ma ("vùng đất lớn ở giữa").
Tháng 8 năm 1992, Habert A. Ingraham của đảng Phong trào Dân tộc Tự do trở thành Thủ tướng, chấm dứt 25 năm cầm quyền của đảng Tự do Tiến bộ. Trước đây, kinh tế chủ yếu tập trung vào nông nghiệp và đánh bắt cá biển, hiện nay Bahamas đa dạng hóa nền kinh tế với các ngành du lịch, du lịch tài chính và vận tải biển.. Thu nhập tính theo đầu người ở Bahamas xếp hàng thứ 30 trên thế giới. Tuy nhiên, có một sự cách biệt lớn giữa tầng lớp trung lưu thành thị và giới nông dân nghèo. Đất nước này thường bị các cơn bão gây thiệt hại nặng nề. Tháng 5 năm 2002, đảng Tự do Tiến bộ giành được 29 trong 49 ghế ở cuộc bầu cử Quốc hội. Perry Christie trở thành Thủ tướng.

## Địa lý và khí hậu
Bahamas nằm giữa vĩ tuyến 20° và 28°B, kinh tuyến 72° và 80°T.
Năm 1864, Toàn quyền Bahamas ghi nhận rằng có 29 đảo, 661 cồn, và 2.387 đảo đá.
Đảo gần nhất với Hoa Kỳ là Bimini. Hòn đảo Abaco nằm ở phía đông Grand Bahama. Đảo cực đông nam là Inagua. Các hòn đảo nổi tiếng khác gồm Eleuthera, Đảo Cat, Đảo San Salvador, Acklins, Đảo Crooked, Exuma và Mayaguana. Nassau là thủ đô và thành phố lớn nhất nước, nằm tại New Providence. Quần đảo này có khí hậu cận nhiệt đới, được dòng Gulf Stream giữ ôn hoà.
Ở phía đông nam, quần đảo Caicos và quần đảo Turks, và ba dãy ngầm khác là Dãy Mouchoir, Dãy Silver, và Dãy Navidad, về mặt địa lý là sự tiếp tục của Bahamas, nhưng không phải là một phần của nước này Bahamas.
Khí hậu Bahamas từ cận nhiệt đới tới nhiệt đới, và được dòng nước Gulf Stream giữ ôn hoà, đặc biệt vào mùa đông. Trái lại, vào mùa hè và mùa thu nó thường gây ra những cơn bão lớn đi qua hay gần hòn đảo. Bão Andrew đã tàn phá vùng phía bắc quần đảo năm 1992, và cơn Bão Floyd đã tàn phá hầu như toàn bộ quần đảo năm 1999. Bão Frances năm 2004 được cho là gây thiệt hại to lớn nhất trong lịch sử cho quần đảo này. Cũng trong năm 2004, vùng phía bắc Bahamas bị Bão Jeanne tràn qua tuy mức thiệt hại có nhỏ hơn. Năm 2005 các vùng phía bắc một lần nữa lại bị Bão Wilma tràn qua. Thủy triều và gió mạnh phá hủy nhà cửa, trường học, ngập tràn đảo khiến khoảng 1.000 mất nhà cửa. Họ bị kẹt không có thức ăn, nước uống và nhu yếu phẩm trong nhiều ngày, phải nhận trợ cấp từ chính phủ.

## Chính phủ và Chính trị

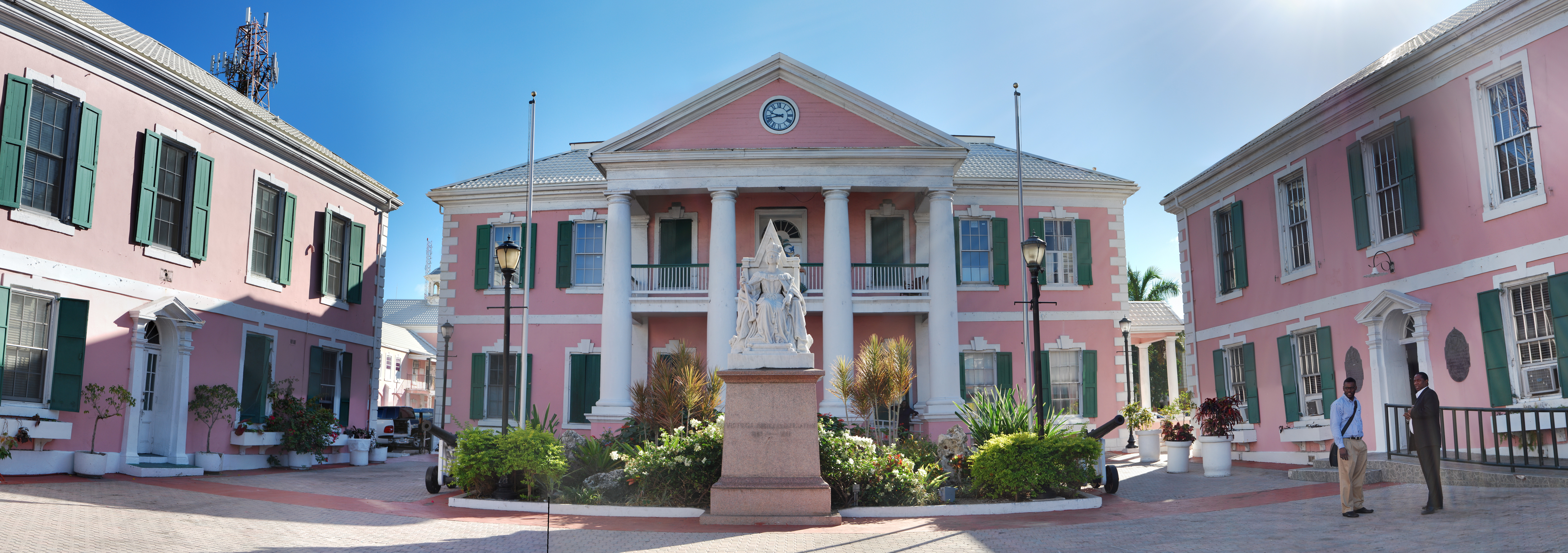
Tòa nhà quốc hội Bahamas, nằm tại trung tâm thủ đô Nassau.

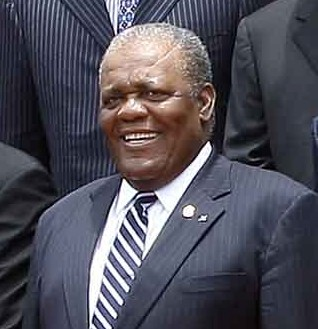
Thủ tướng Bahamas Hubert Ingraham.

Bahamas là một quốc gia độc lập và là thành viên của Khối thịnh vượng chung. Chính trị và truyền thống pháp luật của nước này có sự tương đồng lớn với Vương quốc Anh.
Quốc vương Anh là nguyên thủ quốc gia theo nghi thức, được đại diện bởi một Toàn quyền người Bahamas. Thủ tướng là lãnh đạo chính phủ và lãnh đạo đảng đa số trong Quốc hội. Thượng viện do chỉ định. Quyền hành pháp thuộc nội các. Quyền lập pháp vừa do chính phủ vừa do hai viện đảm nhiệm.
Hệ thống đảng phái chủ yếu do Đảng Tự do Tiến bộ trung tả và Mặt trận Tự do Quốc gia trung hữu kiểm soát. Một nhóm các đảng nhỏ chưa từng có được ảnh hưởng để thắng cử vào nghị viện, dù những người dân Bahamas cho rằng cả Đảng Tự do Tiến bộ và Mặt trận Tự do Quốc gia đều có cách tiếp cận vấn đề giống nhau. Các đảng nhỏ gồm Mặt trận Dân chủ Bahamas, Liên minh Cải cách Dân chủ và Đảng Quốc gia Bahamas.
Việc đảm bảo sự thực thi của hiến pháp gồm quyền tự do ngôn luận, tự do báo chí, tôn giáo, phong trào không liên kết. Bahamas là một thành viên của Cộng đồng Caribe. Tư pháp độc lập với lập pháp và hành pháp. Hệ thống luật pháp dựa theo luật pháp Anh.

## Quốc phòng
Bahamas không có một quân đội hoặc lực lượng vũ trang chính quy nào. Các lực lượng quân sự của Bahamas bao gồm Lực lượng Quốc phòng Hoàng gia Bahamas (RBDF), Hải quân Hoàng gia Bahamas. Theo Đạo luật Quốc phòng, lực lượng Quốc phòng Hoàng gia Bahamas đã được uỷ quyền để bảo vệ Bahamas, bảo vệ toàn vẹn lãnh thổ của Bahamas, tuần tra vùng biển của Bahamas, cung cấp hỗ trợ và cứu trợ khi có thiên tai cho các ngư dân của Bahamas hoặc các nước khác trong vùng biển Caribe, kết hợp với các cơ quan thực thi pháp luật của Bahamas để duy trì trật tự và an ninh của quốc gia, thực hiện bất kỳ nhiệm vụ được ban hành bởi Hội đồng an ninh Quốc gia Bahamas. Lực lượng Quốc phòng của Bahamas cũng là một thành viên của Địa Phương Quân Bahamas (CARICOM) để duy trì an ninh các quận địa phương.
Lực lượng Quốc phòng Hoàng gia Bahamas chính thức ra đời vào ngày 31 tháng 3 năm 1980. Nhiệm vụ của họ bao gồm bảo vệ Bahamas, ngăn chặn buôn lậu ma túy, nhập cư bất hợp pháp, săn bắn trộm, và cung cấp trợ giúp cho các thủy thủ bất cứ khi nào và bất cứ nơi nào họ có thể. Lực lượng Quốc phòng có một hạm đội 26 tàu tuần tra ven biển và các tuyến đường hàng hải cùng với 2 máy bay và hơn 850 nhân viên trong đó bao gồm 65 sĩ quan và 74 phụ nữ làm việc trên các tàu tuần tra.

## Kinh tế

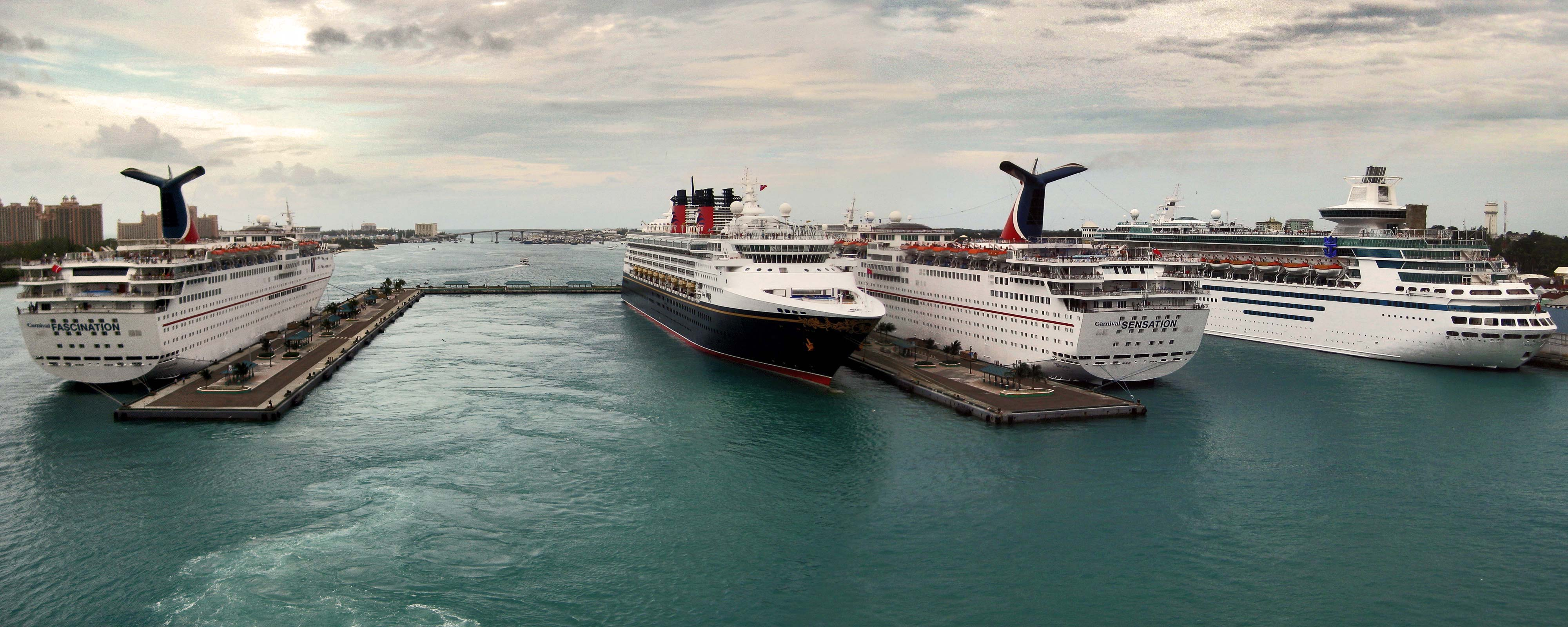
Tàu du lịch ở cảng Harbour, thủ đô Nassau.

Bahamas là một quốc gia ổn định, phát triển với nền kinh tế phụ thuộc nhiều vào du lịch và dịch vụ ngân hàng nước ngoài. Bahamas nói chung được coi là một trong những trung tâm tài chính nước ngoài hàng đầu. Tính đến năm 2016, GDP của Bahamas đạt 9.047 tỷ USD, đứng thứ 138 thế giới và đứng thứ ba khu vực Caribe sau Trinidad và Tobago và Jamaica.
Chỉ riêng du lịch chiếm hơn 60% Tổng sản phẩm quốc nội (GDP) và trực tiếp hay gián tiếp sử dụng tới một nửa lượng lao động. Tăng trưởng du lịch vững chắc cộng với sự bùng nổ xây dựng các khách sạn, khu du lịch và dinh thự mới dẫn tới sự tăng trưởng GDP vững chắc trong những năm gần đây. Nhờ khí hậu nắng ấm, các bãi biển cát trắng rộng lớn và gần Hoa Kỳ, quần đảo đầy nét hấp dẫn này thu hút khoảng hai triệu khách du lịch mỗi năm và tạo điều kiện cho ngành công nghiệp du lịch phát triển. Chế độ thuế quan ưu đãi đã thu hút các công ty tài chính thăm dò dầu khí ngoài khơi và giới hưu trí giàu có. Các nguồn tài nguyên khác gồm: đánh bắt tôm, làm vườn, ruộng muối, hóa lọc dầu và công nghiệp nhẹ (dược phẩm). Các ngành sản xuất và nông nghiệp chỉ đóng góp khoảng 10% vào tổng sản lượng quốc dân. Mặc dầu được Chính phủ quan tâm nhiều, nhưng các khu vực kinh tế này cũng không mấy phát triển.
Chế tạo và nông nghiệp chiếm khoảng mười phần trăm GDP và có mức độ tăng trưởng thấp, dù chính phủ đang có ý định khuyến khích phát triển các lĩnh vực này. Triển vọng phát triển tổng quan trong tương lai gần vẫn dựa nhiều vào nguồn thu từ du lịch, vốn phụ thuộc vào sự tăng trưởng tại Hoa Kỳ, nguồn khách chính của hòn đảo này.
Tài chính là lĩnh vực quan trọng chiếm khoảng 15% GDP. Các ngành sản xuất và nông nghiệp ít phát triển, chiếm khoảng 10% GDP. Chính phủ Bahamas đang chú trọng phát triển thương mại điện tử.
Tỷ lệ thất nghiệp đã giảm xuống còn 7.6% năm 2006, từ mức 10.2% năm 2005, chủ yếu nhờ các dự án xây dựng và phát triển các khu du lịch trên khắp hòn đảo. Hại hai hòn đảo đông dân nhất tại Bahamas, tỷ lệ thất nghiệp đã giảm từ 10.9% xuống 6.6% tại New Providence, và từ 11% xuống còn 8.4% tại Grand Bahama. Ước tính tỷ lệ nghèo khổ năm 2004 là 9.3%.
Ngoài ra, thu nhập trung bình hộ đã tăng lên $43.420 từ mức $38.894 năm 2005.
Đồng dollar Bahamas và dollar Mỹ được trao đổi ở mức 1:1.

## Hành chính

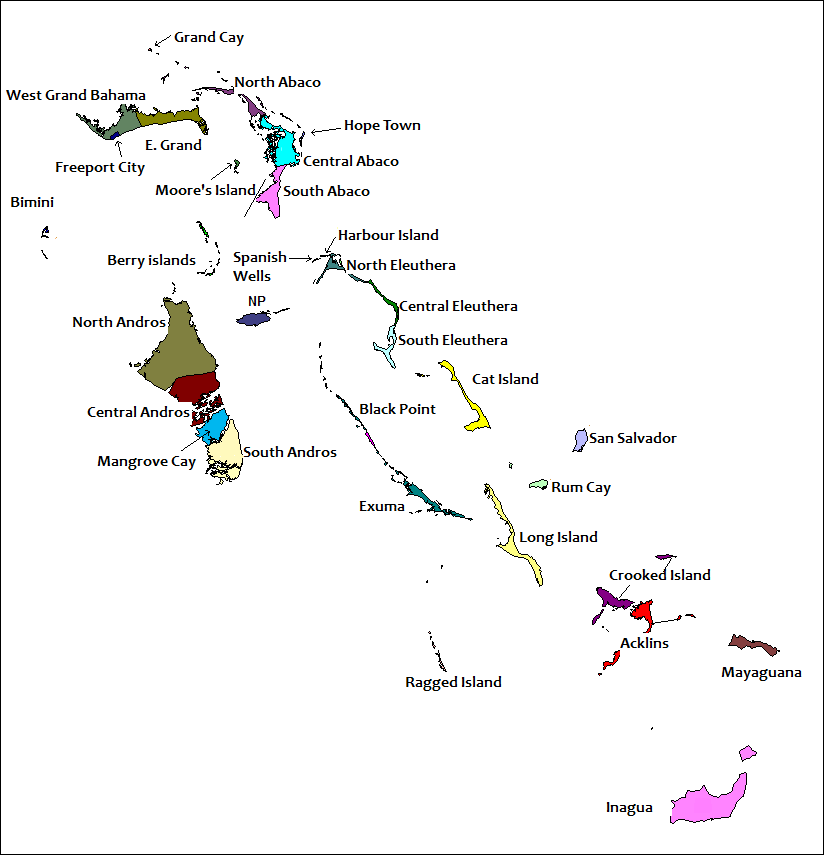
Bản đồ hành chính các quận của Bahamas

Bahamas được chia thành các quận nằm dưới một hệ thống của chính quyền địa phương quận New Providence là quận nằm dưới quyền quản lý trực tiếp của chính phủ trung ương. Năm 1996, quốc hội Bahamas đã thông qua "Đạo luật Chính quyền địa phương" để tạo điều kiện thuận lợi cho việc thành lập ban quản trị hành chính ở các đảo, chính quyền địa phương quận, Nghị Viên các quận ở địa phương, và các Ủy ban Thị trấn địa phương cho các cộng đồng dân cư ở các đảo khác nhau. Mục tiêu tổng thể của hành động này là để cho phép bầu các nhà lãnh đạo khác nhau để quản lý và giám sát công việc của địa bàn các quận đảo mà không có sự can thiệp của Chính phủ Trung ương. Tổng cộng, Bahamas có 32 quận, với các cuộc bầu cử chính quyền địa phương được tổ chức 3 năm một. Ngoài ra còn có 110 Nghị Viên và 200 thành viên các Ủy ban của 81 Thị trấn để tương ứng với các quận khác nhau.
Các quận của Bahamas là:
| Acklins Berry Islands Bimini Black Point , Exuma Cat Island Trung Abaco Trung Andros Trung Eleuthera City of Freeport, Grand Bahama Crooked Island East Grand Bahama Exuma Grand Cay , Abaco Harbour Island , Eleuthera Hope Town , Abaco Inagua Long Island |  | Mangrove Cay , Andros Mayaguana Moore's Island , Abaco Bắc Abaco Bắc Andros Bắc Eleuthera Ragged Island Rum Cay San Salvador Nam Abaco Nam Andros Nam Eleuthera Spanish Wells , Eleuthera West Grand Bahama Green Turtle Cay (khu vực này không được thể hiện trong bản đồ hành chính phía bên phải) |

## Nhân khẩu
Tôn giáo tại Bahamas (2010)
Gần 85% dân số Bahamas có nguồn gốc châu Phi, tiếp theo là Cáp cát 12%. Các sắc tộc thiểu số khác gồm người châu Á và Hispanics với tỷ lệ 3%. Nhiều người Bahamas Cáp cát tập trung trên Abaco Island, Spanish Wells, Harbour Island, Long Island, và quận Montagu Bay district thuộc New Providence (phía đông Nassau). Cũng có một số lượng đáng kể người không phải quốc tịch Cáp cát từ Hoa Kỳ và châu Âu.
Ngôn ngữ chính thức là tiếng Anh, được hầu như tất cả người dân trên đảo sử dụng, dù nhiều người nói một hình thức tiếng patois của Thổ ngữ Creole Bahamas không nên nhầm lẫn với Creole Haiti được sử dụng bởi một lượng lớn dân nhập cư. Tiếng Tây Ban Nha và tiếng Bồ Đào Nha cũng được các nhóm nhập cư sử dụng.
Là một đất nước tôn giáo mạnh, số lượng nơi thờ tự trên đầu người tại Bahamas cao nhất thế giới. Các hòn đảo đều có số lượng tín đồ Tin Lành Thiên chúa giáo áp đảo (hơn 80%). Baptists là giáo phái lớn nhất (khoảng một phần ba), tiếp theo là Anh giáo và nhà thờ Cơ đốc giáo La Mã.
Một số người, đặc biệt tại các hòn đảo phía nam và phía đông theo Obeah, một tôn giáo thông linh tương tự như Voodoo. Tuy nổi tiếng trên toàn Bahamas, Obeah lại bị nhiều người xa lánh. Voodoo cũng có tín đồ, nhưng hầu như chỉ bên trong những cộng đồng nhập cư từ Haiti, Cuba, Cộng hòa Dominica và Jamaica.

## Văn hoá

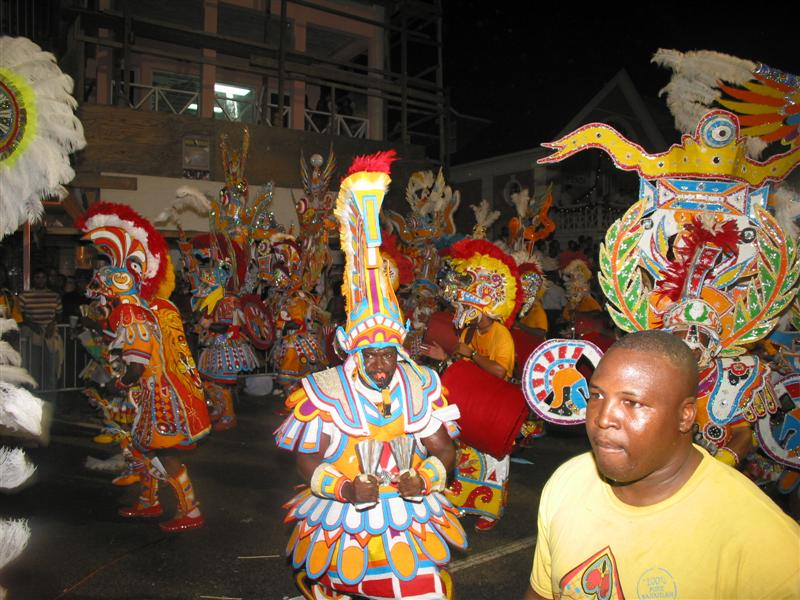
Lễ hội kỷ niệm ngày âm nhạc Junkanoo ở Nassau.

Văn hoá Bahamas là sự pha trộn giữa ảnh hưởng Châu Phi và Châu Âu. Có lẽ phong cách âm nhạc nổi tiếng nhất của nước này là junkanoo. Bên cạnh Junkanoo, cách hình thức âm nhạc bản địa khác gồm rake and scrape, calypso, và một hình thức thánh ca độc nhất, được biết đến trên trường quốc tế thông qua âm nhạc hậu Joseph Spence. Các ban nhạc hành khúc đóng vai trò quan trọng trong cuộc sống, chơi trong những đám ma, đám cưới và các sự kiện nghi lễ khác.
Tại các hòn đảo kém phát triển - thường được gọi là "đảo gia đình" - các món đồ thủ công gồm cả các loại rổ rá làm từ lá cọ. Vật liệu này, thường được gọi là "rơm", cũng được dùng làm mũ và túi và trở thành đồ lưu niệm thông thường cho khách du lịch ngày nay.

## Thể thao
Đua thuyền buồm là những sự kiện xã hội quan trọng tại nhiều hòn đảo. Chúng thường được tổ chức trong nhiều ngày với những chiếc thuyền kiểu truyền thống, cùng lúc các lễ hội trên bờ cũng được tổ chức.
Một số người định cư có những lễ hội gắn liền với truyền thống mùa vụ hay kỳ lũ trong vùng, như "Pineapple Fest" tại Gregory Town, Eleuthera hay "Crab Fest" tauh Andros. Các truyền thống đáng chú ý khác như kể chuyện hay thi Obeah.
Bahamas không có môn thể thao quốc gia thực sự. Dù các môn thể thao Anh như cricket, bóng đá và rugby vẫn được nhiều người ưa thích, ngày nay các ảnh hưởng từ Mỹ cũng mạnh mẽ với những môn thể thao đang được ưa chuộng như bóng rổ, bóng chày, bóng đá kiểu Mỹ. Có nhiều vận động viên điền kinh Bahamas đạt trình độ quốc tế.
Bahamas đã đoạt huy chương vàng Olympic môn đua thuyền (Durwood Knowles và Cecile Cooke - 1964), điền kinh (Tonique Williams-Darling - 2004, và chạy tiếp sức nữ - 2000).

### Lịch sử chung
- Cash Philip et al. (Don Maples, Alison Packer). The Making of the Bahamas: A History for Schools. London: Collins, 1978.
- Albury, Paul. The Story of The Bahamas. London: MacMillan Caribbean, 1975.
- Miller, Hubert W. The Colonization of the Bahamas, 1647–1670, The William and Mary Quarterly 2 no.1 (Jan 1945): 33–46.
- Craton, Michael. A History of the Bahamas. London: Collins, 1962.
- Craton, Michael and Saunders, Gail. Islanders in the Stream: A History of the Bahamian People. Athens: University of Georgia Press, 1992

### Lịch sử Kinh tế
- Johnson, Howard. The Bahamas in Slavery and Freedom. Kingston: Ian Randle Publishing, 1991.
- Johnson, Howard. The Bahamas from Slavery to Servitude, 1783–1933. Gainesville: University of Florida Press, 1996.
- Storr, Virgil H. Enterprising Slaves and Master Pirates: Understanding Economic Life in the Bahamas. New York: Peter Lang, 2004.

### Lịch sử xã hội
- Johnson, Wittington B. Race Relations in the Bahamas, 1784–1834: The Nonviolent Transformation from a Slave to a Free Society. Fayetteville: University of Arkansas, 2000.
- Shirley, Paul. "Tek Force Wid Force", History Today 54, no. 41 (tháng 4 năm 2004): 30–35.
- Saunders, Gail. The Social Life in the Bahamas 1880s–1920s. Nassau: Media Publishing, 1996.
- Saunders, Gail. Bahamas Society After Emancipation. Kingston: Ian Randle Publishing, 1990.